# おうふう
株式会社おうふうは、東京都千代田区にかつて存在した出版社。学術出版社で、国語学や国文学などに関する著作を刊行していた。旧社名の桜楓社でも知られていた。桜楓社という社名は、日本大学の国文学者・鈴木知太郎がつけた。

## 概要
南雲堂が発祥母胎となる出版社。創業者は及川篤二（2010年没）。國學院大學出身で、学生時代に南雲堂桜楓社として創業、のちに桜楓社として独立（1956年昭和31年9月18日設立）。
創業期に、中西進著『万葉集の比較文学的研究』を刊行、1970年に学士院賞を受賞した。資料集的のような書籍を出すことよりも、学者の研究成果を研究書として世に出すことを大きな柱としていた。及川に勧められて単著を書き上げ、それが評価された学者は多い。双文社、ひつじ書房、翰林書房、白帝社などは桜楓社から独立した出版社である。南雲堂から独立した出版社としては英潮社がある。
1993年（平成5年）5月1日、「（株）おうふう」に改組した。
2020年3月初めに何の予告なく廃業したことが3月5日確認され、さらに同月18日には東京地方裁判所から破産開始決定を受けた。負債総額は4億7000万円に上る。
おうふうは、2021年3月12日に法人格が消滅した。

## 会社情報
所在地東京都千代田区神田神保町1-54 英光ビル201
資本金4,900万円

## 沿革
- 1950年ごろ、南雲堂桜楓社として創業。
- 1956年9月18日 - 創設。
- 1993年5月1日 - 桜楓社からおうふうに改称。
- 2020年2月末 - 書籍取次店を通して書店に「廃業」の情報が流れる。
- 2020年3月18日 - 東京地方裁判所から破産手続開始決定を受ける。
- 2021年3月12日 - 法人格消滅。
- 歴代社長は、及川篤二、及川久子、古賀真利子、廃業時は坂倉良一[5]。

## 主な出版物

### 著作集
- 松前健著作集（全12巻・別巻1）
- 青木生子著作集（全12巻）
- 吉田精一著作集（全25巻・別巻2）
- 櫻井満著作集（全10巻・別巻1）
- 菅野雅雄著作集（全6巻・別冊1）

### 辞典・事典
- 『日本民俗語大辞典』
- 『和歌文学辞典』
- 『古事記事典』
- 『上代文学研究事典』
- 『近代作家研究事典』
- 『都道府県別 祭礼行事』全47巻
- 『都道府県別 祭礼事典』全47巻

### その他
- 『源氏物語別本集成』、『源氏物語別本集成 続』
- 『源氏物語古注集成　源氏釈』
- 『講座源氏物語研究　源氏物語の注釈史』
- 『秋成全歌集とその研究』
- 『近世中期小説の研究』
- 『近世文学続攷』